# Dohr
Dohr település Németországban, Rajna-vidék-Pfalz tartományban. Lakosainak száma 621 fő (2023. december 31.).

## Népesség
A település népességének változása:
| Lakosok száma | 464  | 629  | 614  | 617  | 625  | 621  |
|               | 1975 | 2017 | 2019 | 2021 | 2022 | 2023 |